# 조미수
조미수(趙苿秀, 1963년 3월 3일 ~ , 서울특별시)은 대한민국의 정치인이다. 제8대 광명시의회 의장을 지냈다.

## 학력
- 건국대학교 축산대학 졸업 학사
- 성공회대학교 시민사회복지대학원 석사

## 경력
- 1998.07 ~ 2002.06: 제3대 광명시의회 의원
- 2002.07 ~ 2006.06: 제4대 광명시의회 의원
- 2002.07 ~ 2004.06: 제4대 1기 광명시의회 운영위원회 위원장
- 2006.07 ~ 2010.06: 제5대 광명시의회 의원
- 2010.04 ~ 2010.06: 제5대 3기 광명시의회 부의장
- 2011.05 ~ 2017.04: 광명시 자원봉사센터 소장
- 2018.07 ~ 2022.06: 제8대 광명시의회 의원
- 2018.07 ~ 2020.06: 제8대 1기 광명시의회 의장

## 역대 선거 결과
|  | 41.48% |

|  | 42.50% |

|  | 29.13% |

|  | 25.22% |